# 史蒂芬·芬徹
史蒂芬·芬徹（Stephen Fincher；1973年2月7日—）是美國的一位政治人物。自2011年開始，他是田納西州第8選舉區選出的美國眾議院議員。他的黨籍是共和黨。芬徹在2010年首次當選眾議院議員。